# Rupisalda petricola
Rupisalda petricola är en insektsart som beskrevs av Polhemus 1985. Rupisalda petricola ingår i släktet Rupisalda och familjen strandskinnbaggar. Inga underarter finns listade i Catalogue of Life.